# Basałajewo
Basałajewo (ros. Басалаево) – wieś (dieriewnia) w Rosji, w Republice Mari El, w rejonie kużenierskim. W 2010 liczyła 89 mieszkańców.